# Aneta Šacherová
Aneta Šacherová (* 7. října 1994 Ivančice) je česká tanečnice a sportovkyně, do roku 2022 profesionální závodnice v jetsurfingu, vodním sportu na motorovém surfu. V letech 2018, 2019, 2021 a 2022 v tomto sportu získala titul mistryně světa. Je vedoucí a trenérkou dětské taneční skupiny, pro kterou tvoří též choreografii a vybírá hudbu.

## Tanec
Roku 2009 založila taneční skupinu TAD Crew, kterou vede a se kterou se zúčastňuje tanečních soutěží. V říjnu 2021 pod jejím vedením získala dětská skupina první místo v celonárodní soutěži Taneční skupina roku.

## Jetsurf
Jetsurfingu se věnuje od roku 2013, kdy byla oslovena vynálezcem Martinem Šulou, aby nafotila fotky na jetsurfu. Díky zkušenostem s tancem se na jetsurfu naučila jezdit během 15 minut.

### Sportovní úspěchy
- Sezóna 2016 – 1. cena na neoficiálním mistovství světa v jetsurfingu, soutěžila za český tým MSR Engines
- Sezóna 2017 – 2. cena na druhém ročníku neoficiálního mistrovství světa
- Sezóna 2018 – mistryně světa na prvním oficiálním mistrovství MotoSurf World Cup v kategorii ženy[8]
- Sezóna 2019 – obhájila titul mistryně světa[9]
- Sezóna 2021 – potřetí obhájila titul mistryně světa s celkovým počtem 825 bodů po výhře ve všech čtyřech závodech v českých Jedovnicích,[10] belgickém Deinze, ruské Kazani a chorvatském Zadaru[11][12]
- Sezóna 2022 – počtvrté mistryní světa[13]

#### Profily
- Profil na Instagramu
- Profil na Facebooku
- Profil na Motorsurf World Cup
- Profil na Extreme International

#### Články
- Sportovec okresu roku 2018
- Profil na Motorsurf World Cup
- Anet Sacherova Jetsurf Mystic

#### Rozhovory
- UKAŽ SE! (40) - Aneta Šacherová Archivováno 17. 10. 2021 na Wayback Machine.
- Na pohofce - Aneta Šacherová